# ألكسندر فيلتسوف
ألكسندر فيلتسوف (الروسية: Фильцов, Александр Евгеньевич) (2 يناير 1990 بشيمانوفسك في روسيا - ) هو لاعب كرة قدم روسي في مركز حراسة المرمى. شارك مع منتخب روسيا تحت 21 سنة لكرة القدم. أما مع النوادي، فقد لعب مع أرسنال تولا وروبين كازان ولوكوموتيف موسكو ونادي كراسنودار وFC Rubin-2 Kazan ‏ ونادي أكاديمية تولياتي لكرة القدم ونادي توغلياتي لكرة القدم.

## وصلات خارجية
- ألكسندر فيلتسوف على موقع قاعدة بيانات كرة القدم.إي يو (الإنجليزية)
- ألكسندر فيلتسوف على موقع Soccerway.com (الإنجليزية)